# Bokani Dyer
Bokani Dyer (* 21. Januar 1986 in Gaborone) ist ein botswanisch-südafrikanischer Jazzmusiker (Piano, Komposition, Gesang).

## Leben und Wirken
Dyer, dessen Vater Steve Dyer als südafrikanischer Saxophonist in Botswana im Exil lebte, wuchs dort, in Simbabwe und seit 1993 in Südafrika auf. Erst im Alter von 14 Jahren erhielt er Klavierunterricht, um dann bis 2008 im Jazzprogramm der University of Cape Town zu studieren; er absolvierte mit Auszeichnung. Als Student gründete er mit dem Sänger Sakhile Moleshe das Soul Housing Project, das 2016 das National Arts Festival in Grahamstown eröffnete und im selben Jahr auf dem Lighthouse Festival in Kroatien auftrat.
Mit Matthias Spillmann, Donat Fisch, Stephan Kurmann und Norbert Pfammatter tourte er 2014 durch die Schweiz. Weiterhin eröffnete er 2015 das London Jazz Festival; im selben Jahr trat er auf dem Cape Town International Jazz Festival auf. Im Folgejahr präsentierte er sein Trio auf der Jazzahead in Bremen.

## Preise und Auszeichnungen
Mit einem Stipendium, das Dyer im Wettbewerb um die SAMRO Overseas Scholarship gewann, studierte er 2009 in New York bei Jason Moran. 2011 wurde er mit dem Standard Bank Young Artist Award for Jazz ausgezeichnet.

## Diskographische Hinweise
- Emancipate the Story (Dyertribe Music, 2011)
- World Music (2016, mit Robin Fassie-Kock, Buddy Wells, Justin Bellairs, Shane Cooper)[2]
- Neo Native (2018, mit Romy Brauteseth und Sphelelo Mazibuko sowie Asmaa Hamzaoui)[3]
- Radio Sechaba (2023, mit Tendai Shoko, Tinotenda Dambaneunga, Sthembiso Bheng, Keenan Ahrends, Sphelelo Mazibuko, Linda Sikhakhane, Amaeshi Ikechi, Shane Cooper u. a.)[4]